# Zóar
Zóar o Segor, anteriormente llamada Bela (Génesis 14:8-20) según el Antiguo Testamento de la Biblia, fue una de las cinco "ciudades de la llanura": una pentápolis ubicada a lo largo del valle del río Jordán inferior y la llanura fértil del mar Muerto. Segor es la Septuaginta forma de Zóar.
Zoár o Segor fue una ciudad cananea miembro de una confederación con otras cuatro: Adma, Gomorra, Sodoma y Zeboím.

## En la Biblia
Según el relato del Génesis, en los tiempos del patriarca Abraham, la ciudad se encontraba gobernada por un rey que tras doce años de tributar a Kedorlaomer rey de Elam, se rebeló, al mismo tiempo que los otros cuatro reyes que se encontraban en la confederación también lo hicieron; pero este monarca elamita junto con tres aliados los derrotaron. 

### Destrucción
Cuando Dios se propuso destruir a Sodoma, Lot solicitó su permiso para escapar de allí y refugiarse en Zóar, la cual sería librada de la destrucción (Génesis 19:18-25). Según la predicción encontrada en (Isaías 15:5; y Jeremías 48:34). los sobrevivientes de la catástrofe de Moab, huirían a Zóar, y también cuenta que su clamor se oiría desde Zóar hasta Horonaim e inclusive hasta Eglat-Selisiya; lo que nos indica que Zóar fue una ciudad de los moabitas. Según la Biblia Griega Septuginta. Perspicacia. la Biblia Griega Septuginta. pp. 1235-1237.

## Ubicación

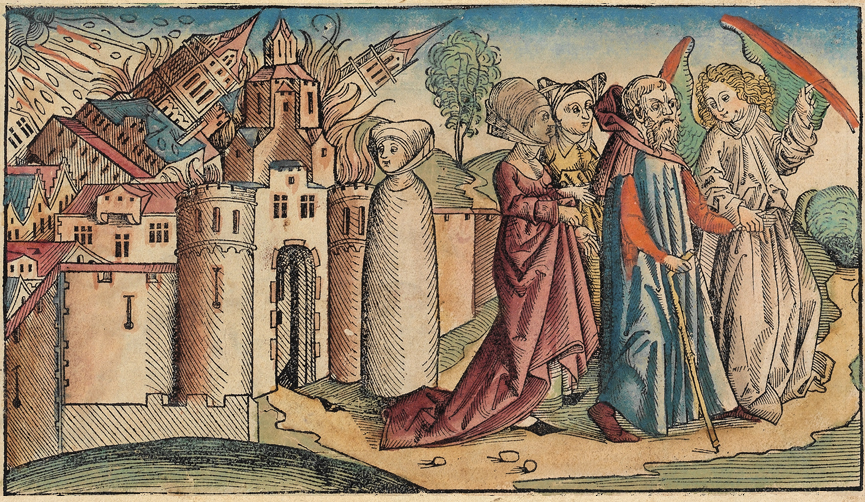
Sodoma y Gomorra, de la Crónica de Núremberg de Hartmann Schedel, 1493. La esposa de Lot, ya transformada en un pilar de sal, está en el centro.

Ha habido varios autores que han buscado la posible localización de la bíblica Zóar;  
Flavio Josefo la identifica con Zoara de Arabia, al extremo sur del mar Muerto. Recientemente se piensa que sería la excavación de Tilo al-Shaghur (10 km al norte del mar Muerto) o Khirbet al-Safish (5 km al sur del mar Muerto); también podría ser la villa de Lisan.
Algunos reyes de la confederación son mencionados en el siglo XVII a. C.: Shinab de Admá; Birsha de Gomorra; Bera de Sodoma, y Shemeber de Zeboím.
Después de la destrucción de algunas ciudades, surgió en la zona el reino cananeo de Arad, centrado en la ciudad de este nombre Arad, que ha sido descubierta por arqueólogos.

### Referencias antiguas

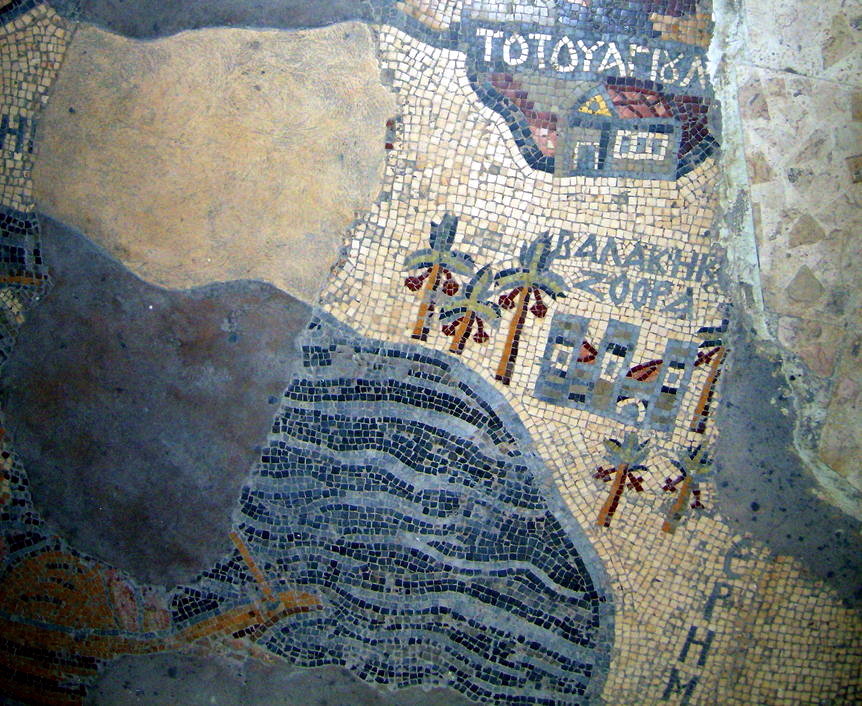
Ciudad de Zóar en el Mapa de Madaba